# Opactwo św. Wandrille’a z Fontenelle
Opactwo św. Wandrille’a z Fontenelle (fr. Abbaye de Saint-Wandrille de Fontenelle) - zabytkowy męski klasztor benedyktyński w Saint-Wandrille-Rançon, we Francji. Słynie przede wszystkim ze śpiewu chorału gregoriańskiego. Należy do Kongregacji Solesmeńskiej. 

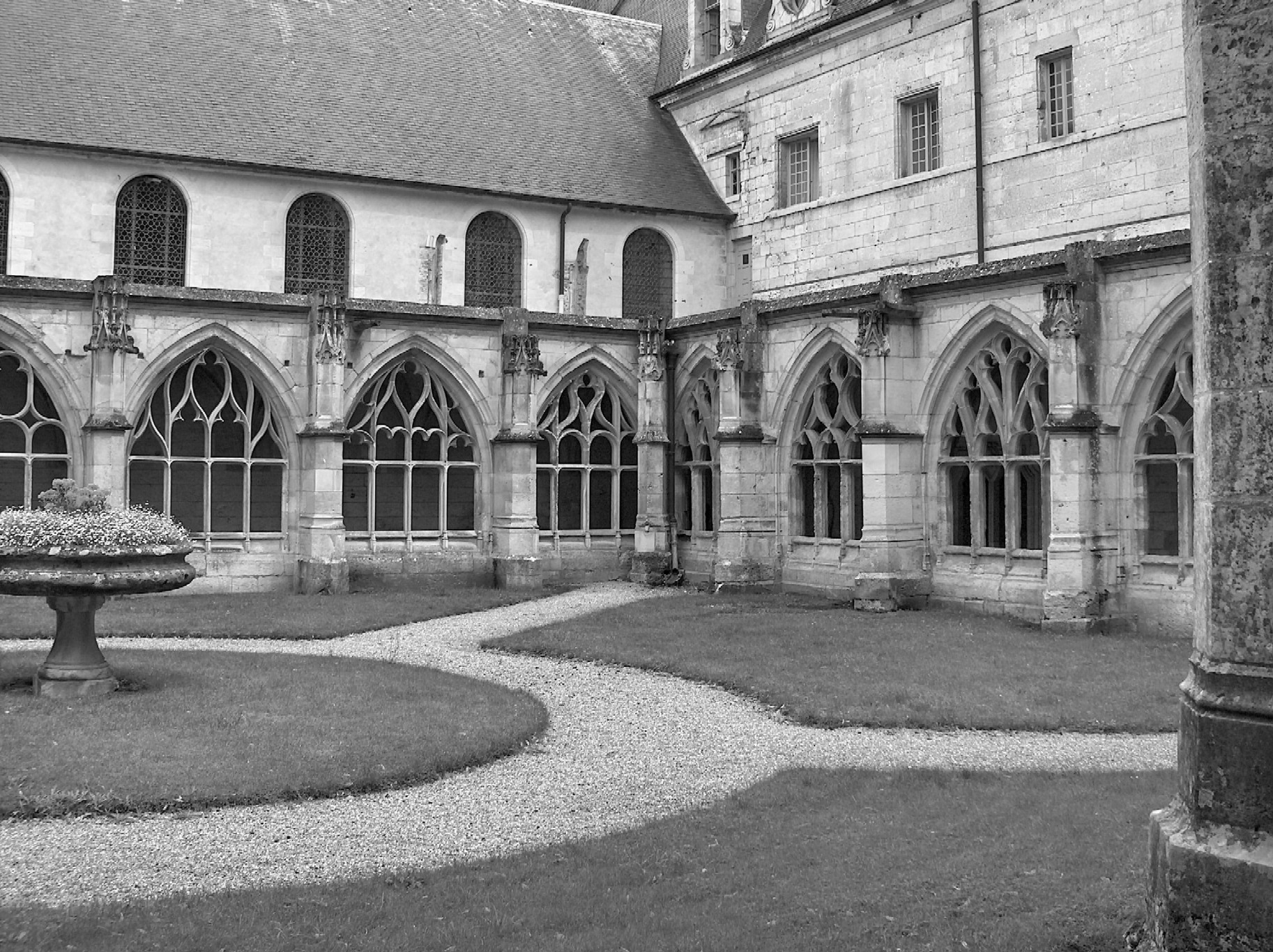
Wirydarz opactwa Saint-Wandrille

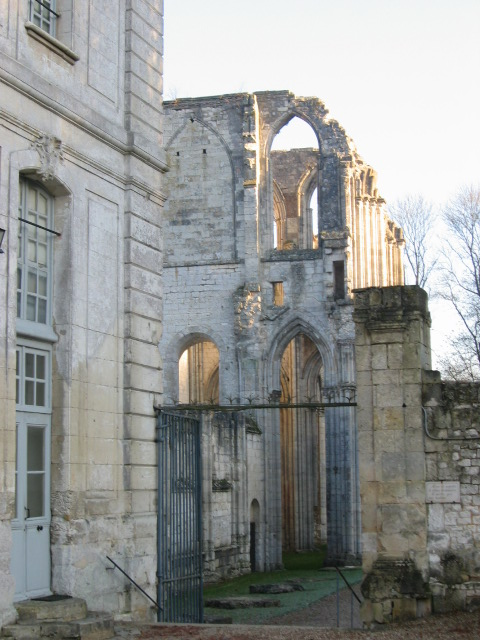
Widok ruin opactwa

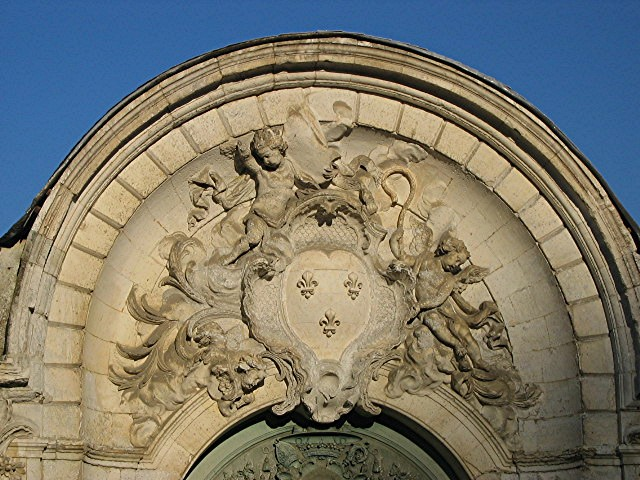
Tympanon

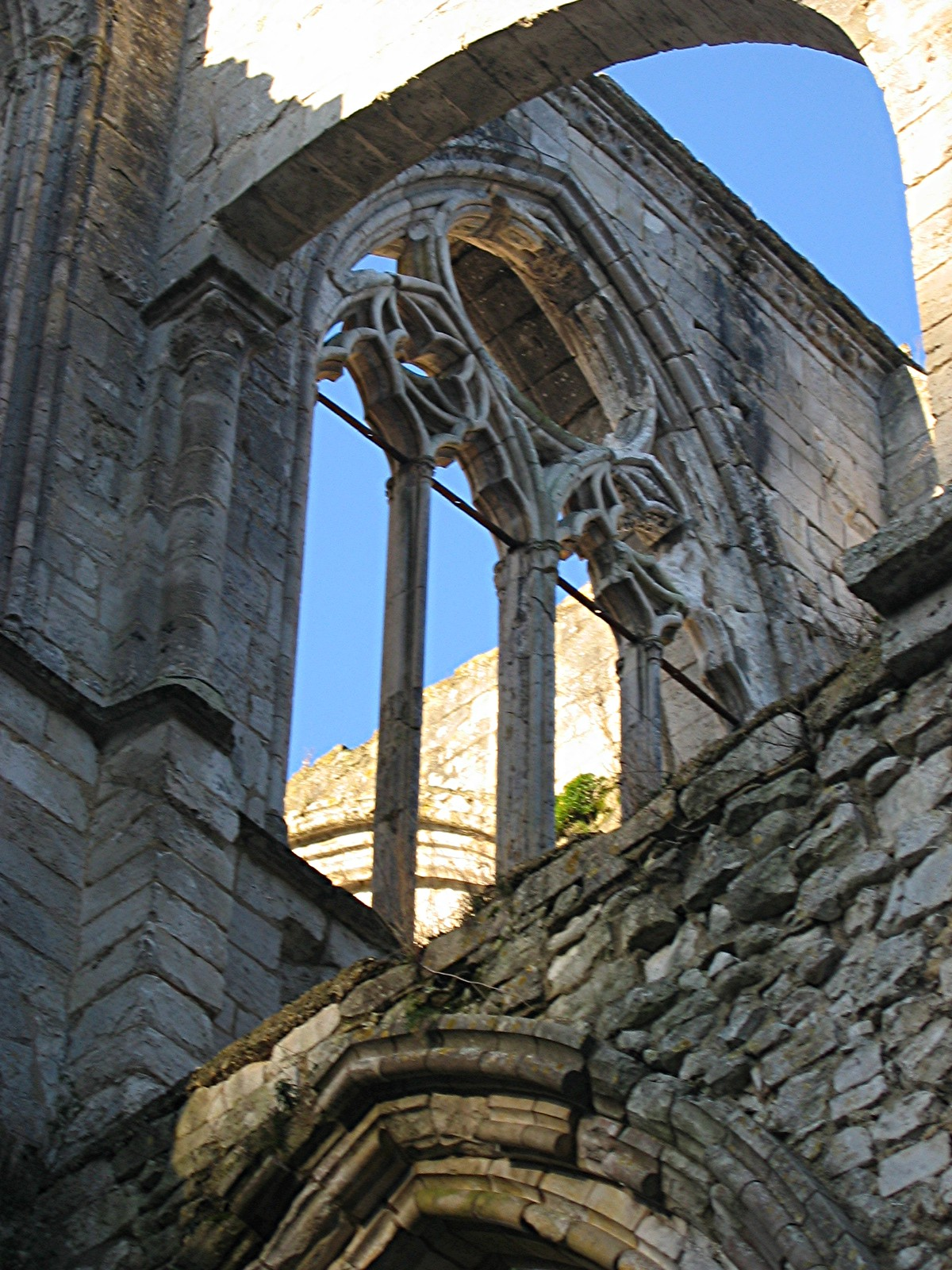
Okno opactwa

## Historia
Opactwo zostało ufundowane na gruntach podarowanych przez Erchinoalda, pana na Neustrii. W latach 650-668 mnisi sami budowali budynki klasztorne, kaplice modlitewne oraz bibliotekę. W latach 678-690, kiedy opatem został św. Ansbert, wykonano także szpital i przytułek dla ubogich, gdzie otoczono opieką ok. 30 osób. W 787 Karol Wielki osobiście ufundował poliptyk dla klasztoru, który jednak nie zachował się do naszych czasów. W 854 mnisi byli właścicielami majątków ziemskich Marcoussis, Chaussy-en-Vexin, Grancourt oraz Pierrepont. 

### Pierwsze zniszczenia i odbudowa
Czasy względnej stabilności ekonomicznej obiektu przerwał najazdy normańskie. W 852, w czasie pierwszego ich napadu, mnisi nie uniknęli spalenia swoich ziemskich włości, ale uratowali sam klasztor, płacąc okup. Nie uniknęli takiego losu sześć lat później. Opactwo zostało wówczas spalone, a część ocalałych mnichów uciekła do Chartres, a następnie do Boulogne, zabierając ze sobą relikwie św. Wandrille’a oraz św. Ansberta. 
Około 960 Ryszard I książę Normandii opłacił odbudowę opactwa i na nowo sprowadził mnichów pod kierownictwem Gérarda de Brogne. Hrabiowie Normandii pozostawali dobroczyńcami opactwa do czasów budowy o wiele okazalszego opactwa św. Michała Archanioła na Mont-Saint-Michel. Na początku XI wieku kościół klasztorny został zniszczony przez uderzenie pioruna, następnie odbudowany w jeszcze okazalszej formie. W roku 1040 część dawnych mieszkańców Fontenelle przeniosła się do nowo utworzonego klasztoru w Préaux. Bulle papieskie z XII i XIII wieku potwierdzają imponujący majątek opactwa, które zostało jeszcze rozbudowane po kolejnym pożarze w 1244.

### XIV-XVIII wiek
Zabudowania zostały na nowo porzucone w czasie wojny stuletniej; zakonnicy wrócili do zdewastowanych obiektów dopiero w 1483. Od 1523 opaci klasztoru byli wyznaczani przez króla, a nie - jak do tej pory - przez zgromadzenie. Wojny religijne również nie oszczędziły opactwa, które zostało w 1562 spalone przez protestantów, tracąc wówczas relikwie św. Wandrille’a. Dalsze napaści oraz pożary w wiekach XVI i XVII położyła na trwałe kres świetności Fontenelle, mimo odbudowy zniszczonych elementów kompleksu w XVIII stuleciu. 

### Rozbiórka i restauracja
W czasie wielkiej rewolucji francuskiej zgromadzenia zakonne w kraju zostały oficjalnie zamknięte, a mnisi zostali zmuszeni do opuszczenia klasztoru. Jeden z nich, Louis-François Lebrun, został zabity za odmowę opuszczenia kościoła klasztornego. 1 października 1995 został beatyfikowany przez Jana Pawła II. W 1792 dobra klasztorne wystawiono na licytację i sprzedano za 100 tys. franków w asygnatach Cyprienowi Lenoirowi, który przejął całość zabudowań poza kościołem klasztornym, rozebranym na cegły. 
W wieku XIX, w okresie zwiększonego zainteresowania zabytkami i gotykiem, Victor Hugo apelował, z niewielkim powodzeniem, o restaurację opactwa. Pierwsza próba jego uporządkowania miała jednak miejsce dopiero w latach 60. XIX wieku, zaś w 34 lata później powrócili doń benedyktyni, sprowadzeni z opactwa św. Piotra w Solesmes. Przebywają oni w klasztorze po dziś dzień, wyłączając okres 1901-1931. 

### II wojna światowa
17 lipca 1940 klasztor został spalony przez Niemców, którzy nie zniszczyli jedynie biblioteki i niektórych kaplic. Cztery lata później wojska koalicji antyhitlerowskiej zniszczyły siedemnastowieczne skrzydło zachodnie oraz wywołały pożar dachu w całym kompleksie. Kolejny fatalny w skutkach pożar wybuchł na terenie klasztoru w roku 1951. II połowa XX wieku upłynęła pod znakiem długotrwałej odbudowy obiektu, który po dziś dzień jest czynnym klasztorem.